# Мусикийский, Григорий Семёнович
Григорий Семёнович Мусикийский (1670/1671 — после 1739) — русский художник-миниатюрист, портретист петровского времени, один из основоположников миниатюрного портрета в России. В настоящее время известно шестнадцать его подписных работ.

## Биография и творчество
В 1709 году упоминался как художник Оружейной палаты. В 1711 году был переведён из Москвы в Санкт-Петербург — «финифтяных дел мастером» в Оружейную канцелярию. Состоял с 1720 года при Берг- и Мануфактур-коллегии. В 1730-х годах писал картины для Сенатского зала в здании Двенадцати коллегий.
Оставил портреты семьи Петра Великого, большинство из которых хранится в Эрмитаже. Некоторые из них подписные, а «Конклюзия на престолонаследие», как и портреты Екатерины I, Анны и А. Д. Меншикова из собрания Эрмитажа, приписывается художнику на основании стилистического анализа и архивных документов.
В Оружейной палате хранятся две панагии с эмалевыми медальонами работы Г. Мусикийского (1707 и 1720 гг.). На медальоне 1707 г. изображен Петр I в доспехах и горностаевой мантии, застегнутой на груди большой красивой пряжкой.

Из группы первых русских миниатюристов, писавших в Оружейной палате портреты Петра I вышел мастер, которого по праву считают основоположником портретной миниатюры в России, — Григорий Семенович Мусикийский. В его творчестве уже в 1710-е годы это молодое для России искусство обретает совершенство техники исполнения и черты собственной стилистики. Интересно отметить, что Мусикийский создавал довольно крупные миниатюры, представлявшие парадные или аллегорические многофигурные портреты Петра и членов его семьи, которые для Европы того времени были редкостью.
Но наиболее обширная часть его наследия — это традиционные поясные или погрудные портреты самого Петра. Петр I кисти Мусикийского хорошо узнаваем: короткие каштановые волосы, крепко вылепленное лицо с высоким лбом, утолщенным кончиком носа и чуть выдающимися щеками, с узкой полоской черных усов.
— Л. Руднева. Изящные стороны человеческого лица. // «Наше Наследие». — № 99. — 2011.

## Галерея

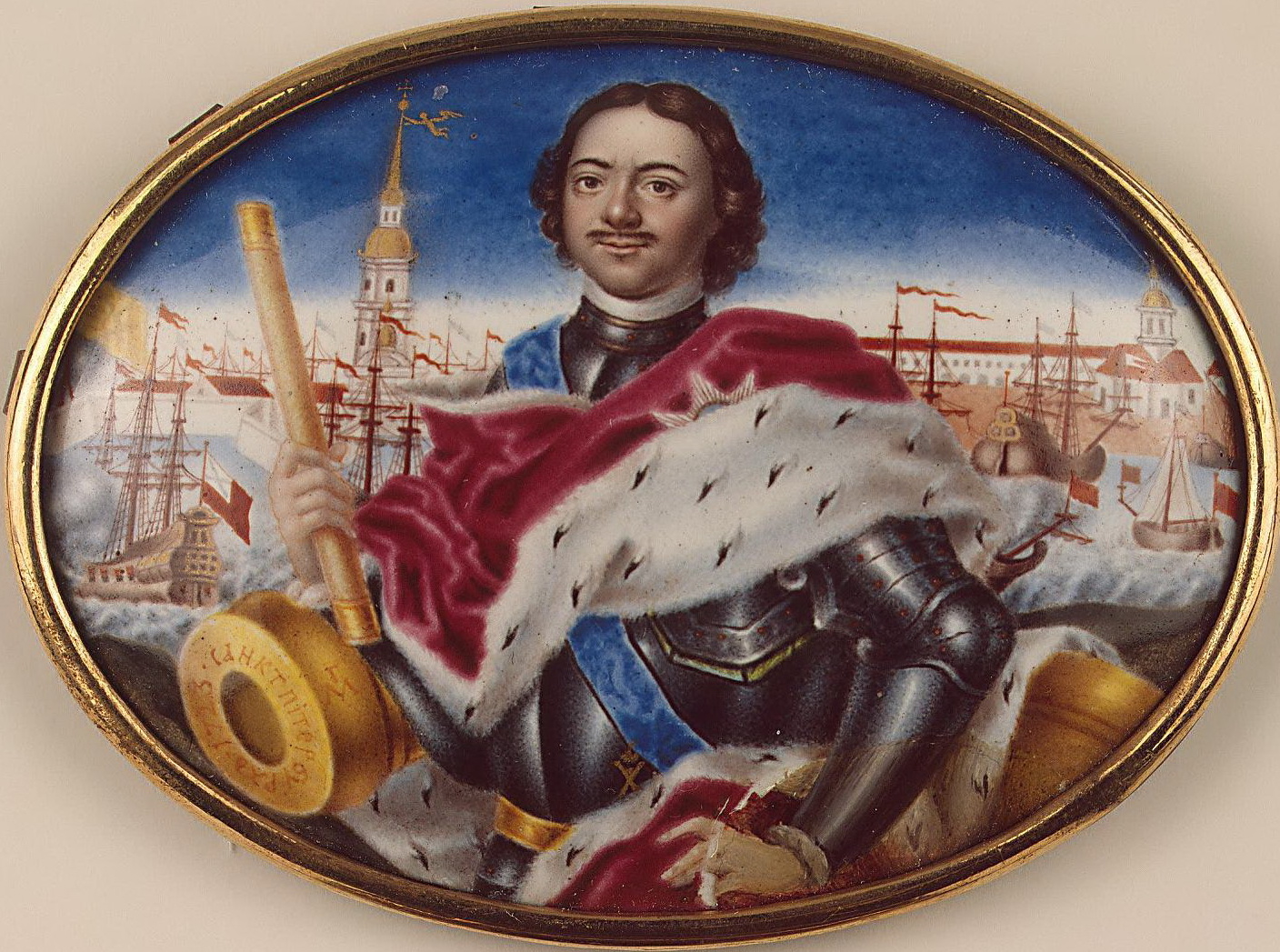
Пётр I. 1723, Государственный Эрмитаж.
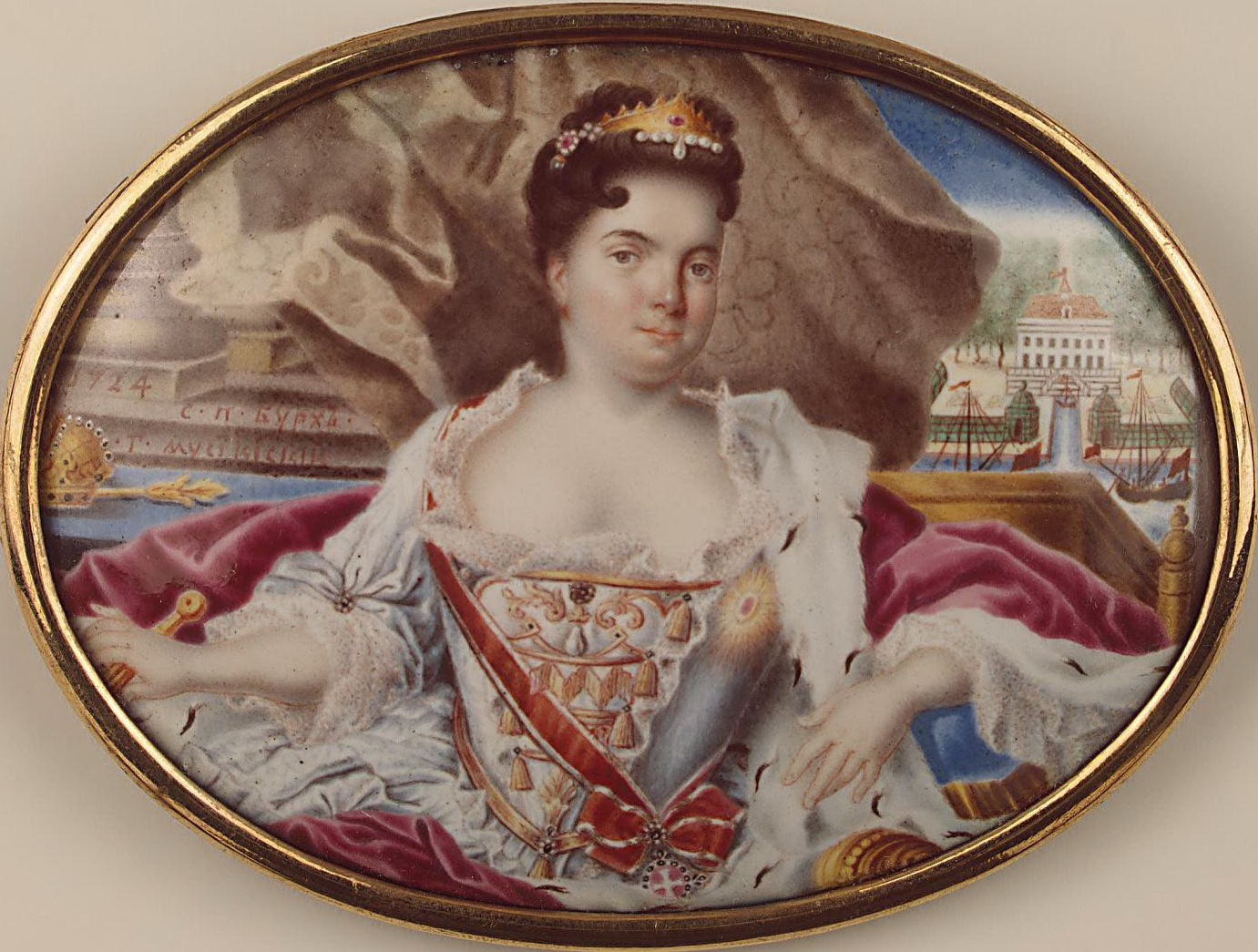
Екатерина I. 1724, Государственный Эрмитаж.
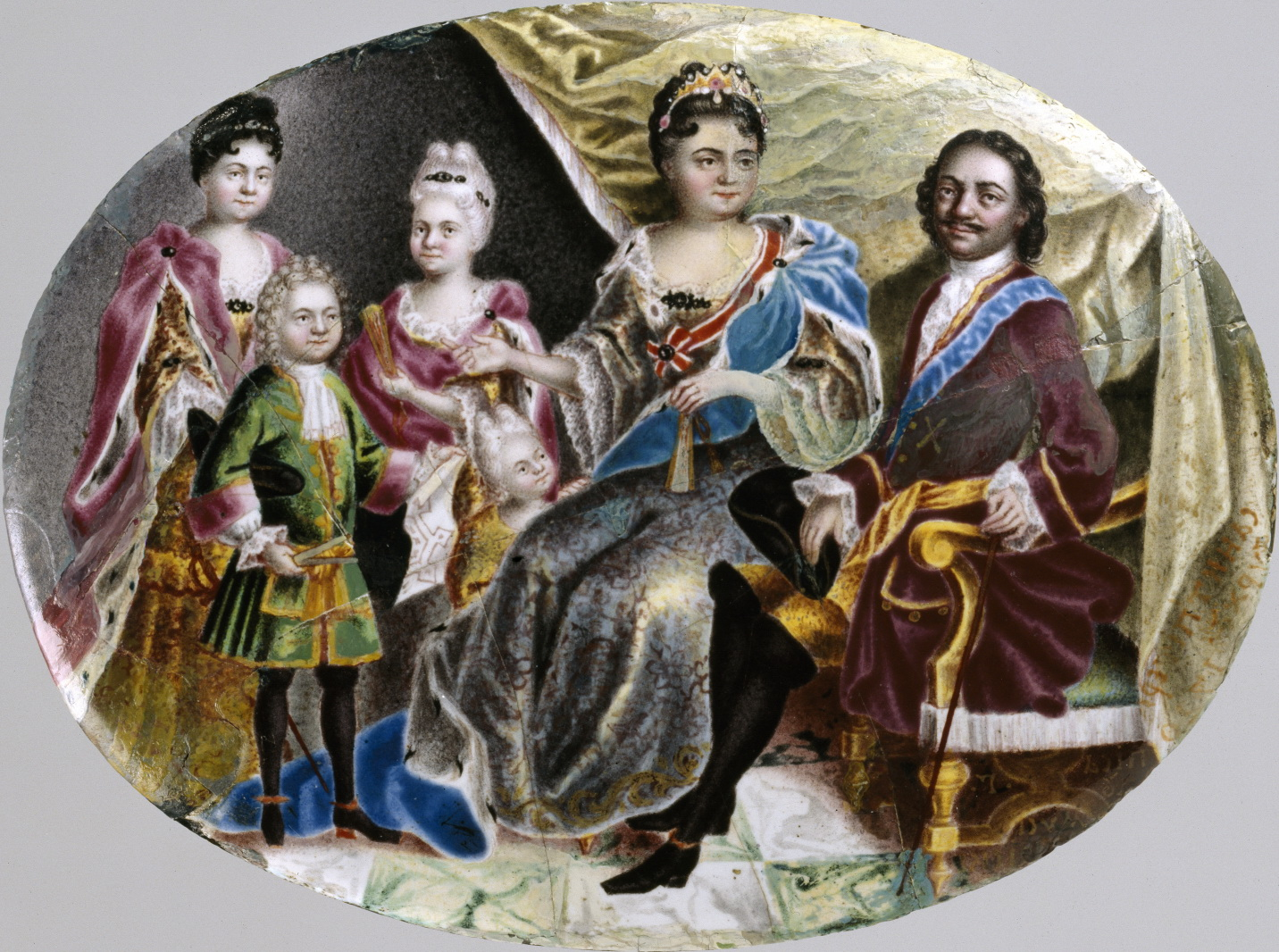
Пётр I в кругу семьи. Около 1724, Художественный музей Уолтерса, Балтимор.
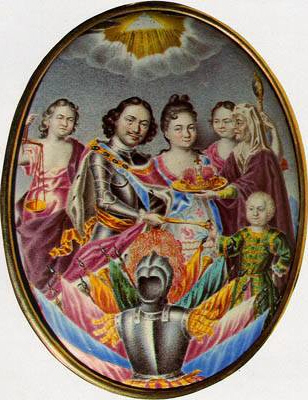
«Конклюзия на престолонаследие», 1717, Государственный Эрмитаж.
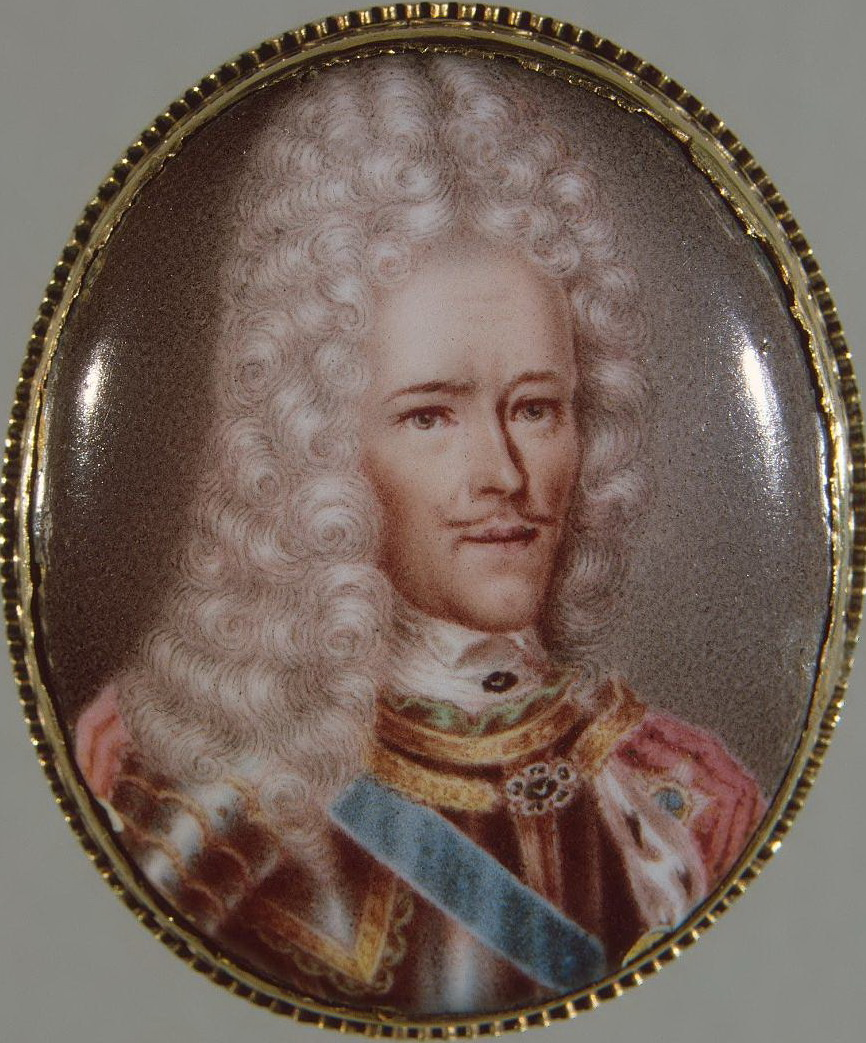
Светлейший князь А. Д. Меншиков. Государственный Эрмитаж.
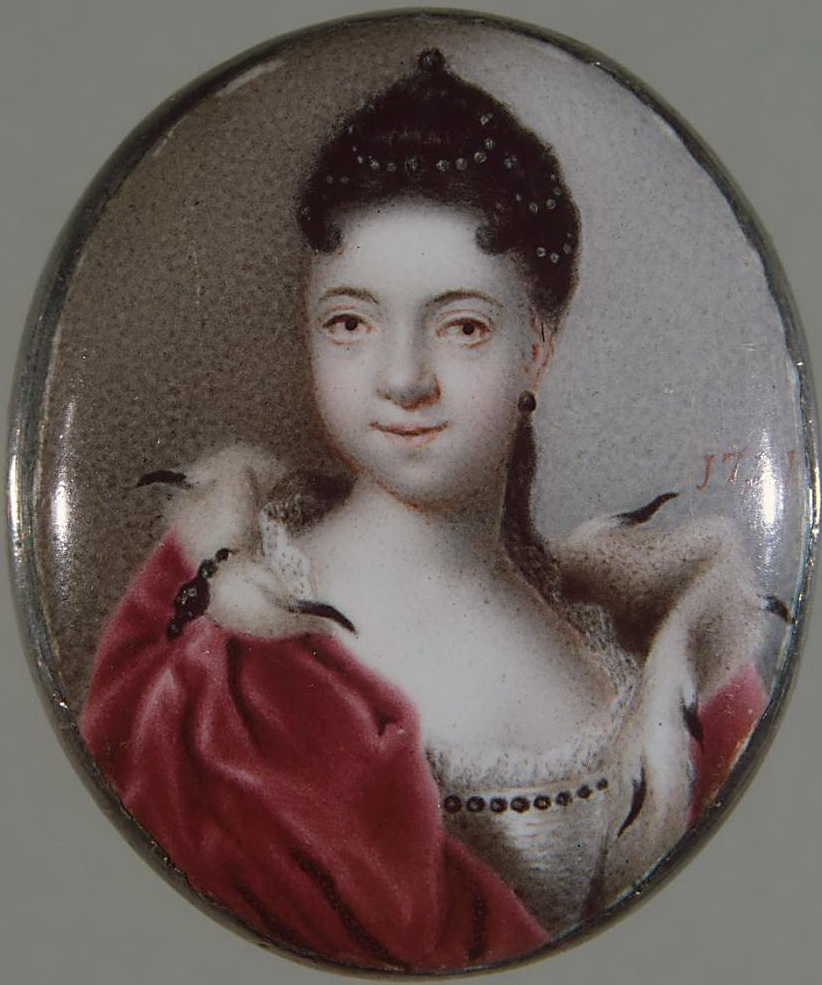
Анна Петровна, 1721, Государственный Эрмитаж.
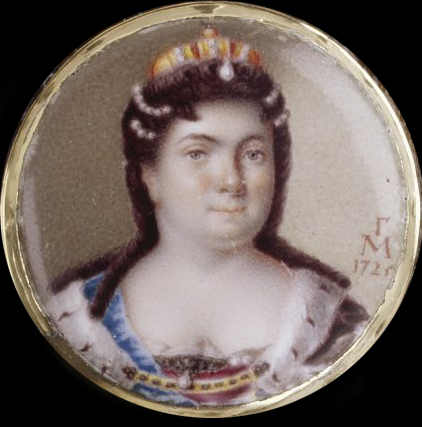
Екатерина I, 1725, музей Хиллвуд.
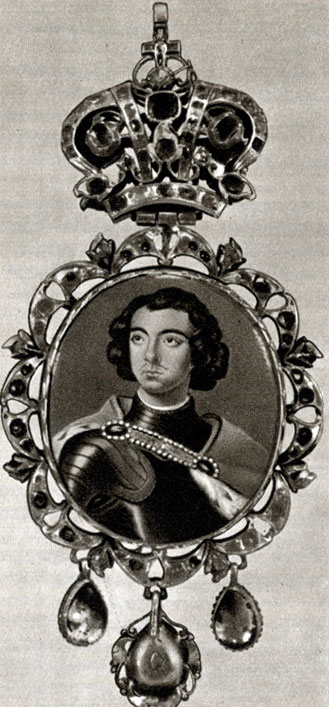
Портрет Петра I в драгоценной оправе.